# Solmaris quadrata
Solmaris quadrata är en nässeldjursart som beskrevs av Bouillon, Boero och Seghers 1991. Solmaris quadrata ingår i släktet Solmaris och familjen Solmarisidae. Inga underarter finns listade i Catalogue of Life.